# Посолство на България в Стокхолм
Посолството на България в Стокхолм е официална дипломатическа мисия на България в Швеция. Посланик от 2018 г. насам е Иван Павлов.
То е разположено на ул. „Карлавеген“ № 29. Връзки с посолството: Тел. +46 8 723 09 38, +46 8 20 67 13 (Консулска служба); Fax: +46 8 21 45 03; e-mail: bg.embassy@telia.com.

## Състав на мисията
- Светлана Стойчева-Етрополски – посланик, извънреден и пълномощен посланик на Република България в Кралство Швеция
- Валентин Стоев - Съветник,  ръководител служба „Търговско-икономически въпроси”
- Антоанета Григорова – първи секретар, политическа служба
- Кирил Колев – Аташе, Завеждащ Консулска служба

## Посланици на България в Швеция
- Светлана Стойчева-Етрополски - посланик (от 2023)
- Иван В. Павлов - посланик (от 2018)
- Иван Цветков – посланик (от 2007)
- Горан Йонов – посланик (от 2004)
- Жасмин Попова – посланик (от 1998)
- Андрей Караславов – временно управляващ (от 1997)
- Антоанета Приматарова – посланик (от 1993)
- Александър Стрезов – посланик (от 1991)
- Стоян Георгиев – посланик (от 1988)
- Тодор Стоянов – посланик (от 1982)
- Чавдар Дамянов – посланик (от 1977)
- Дора Белчева – посланик (от 1972)
- Лалю Ганчев – посланик (от 1964)
- Димитър Братанов – посланик (от 1958)
- Марко Темнялов – пълномощен министър (от 1956)
- Кръстю Стрезов – временно управляващ (от 1950)
- Петър Попзлатев – пълномощен министър (от 1947)
- Стоян Кайнаров – временно управляващ (от 1946)
- Димитър Илиев – пълномощен министър (от 1944)
- Теодор-Стоян Икономов – временно управляващ (от 1944)
- Николай Николаев – пълномощен министър (от 1944)
- Александър Николаев – пълномощен министър (от 1943)
- Никола Антонов – пълномощен министър (от 1940)
- Стоян Петров-Чомаков – пълномощен министър (от 1938)
- Светослав Поменов – управляващ (от 1920)
- Стоян Никифоров – временно управляващ 	(от 1919)
- Христо Кънев – управляващ (от 1918)
- Георги Пасаров – пълномощен министър
- Александър Греков – управляващ (от 1915)